# Jacopo della Quercia
Jacopo della Quercia (c. 1374 – 20 d'octubre de 1438) va ser l'escultor senès més conegut del Renaixement italià, contemporani de Brunelleschi, Ghiberti i Donatello. És considerat el precursor de l'art de Miquel Àngel.

## Biografia
Jacopo della Quercia pren el seu nom de Quercia Grossa, un lloc prop de Siena, on va nàixer l'any 1374. Va aprendre l'ofici de son pare, Piero d'Angelo, un tallador i orfebre. Com que era de Siena, va poder veure les obres de Nicola Pisano i Arnolfo di Cambio al púlpit de la catedral de Siena, obres que el van poder influir. La seua primera obra la va fer probablement als setze anys, una talla eqüestre per al funeral d'Azzo Ubaldini.
Es va veure obligat a anar-se'n de Siena cap a Lucca, degut a les lluites partidàries i els disturbis associats.
A Pisa probablement va estudiar l'enorme col·lecció d'escultures romanes i sarcòfags del Camposanto. Aquestes i posteriors influències fan d'ell una figura de transició en la història de l'art a Europa; les seues obres mostren un estil a mitjan camí entre el gòtic i el Renaixement. Com en el cas de Ghiberti, aquest desenvolupament resulta probablement de la influència de llur contemporani Donatello.

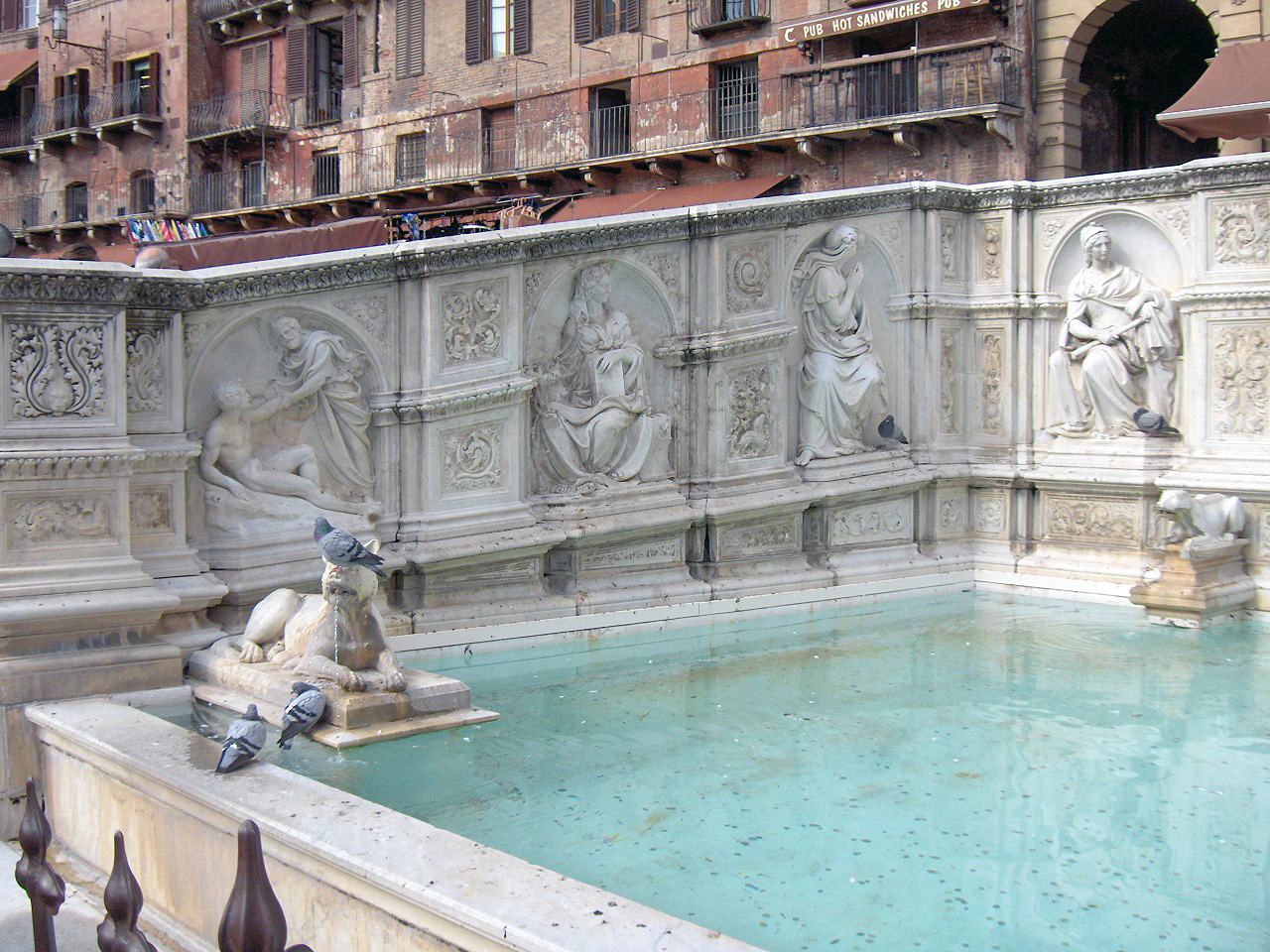
Costat esquerre de la Fonte Gaia, amb la Creació d'Adam
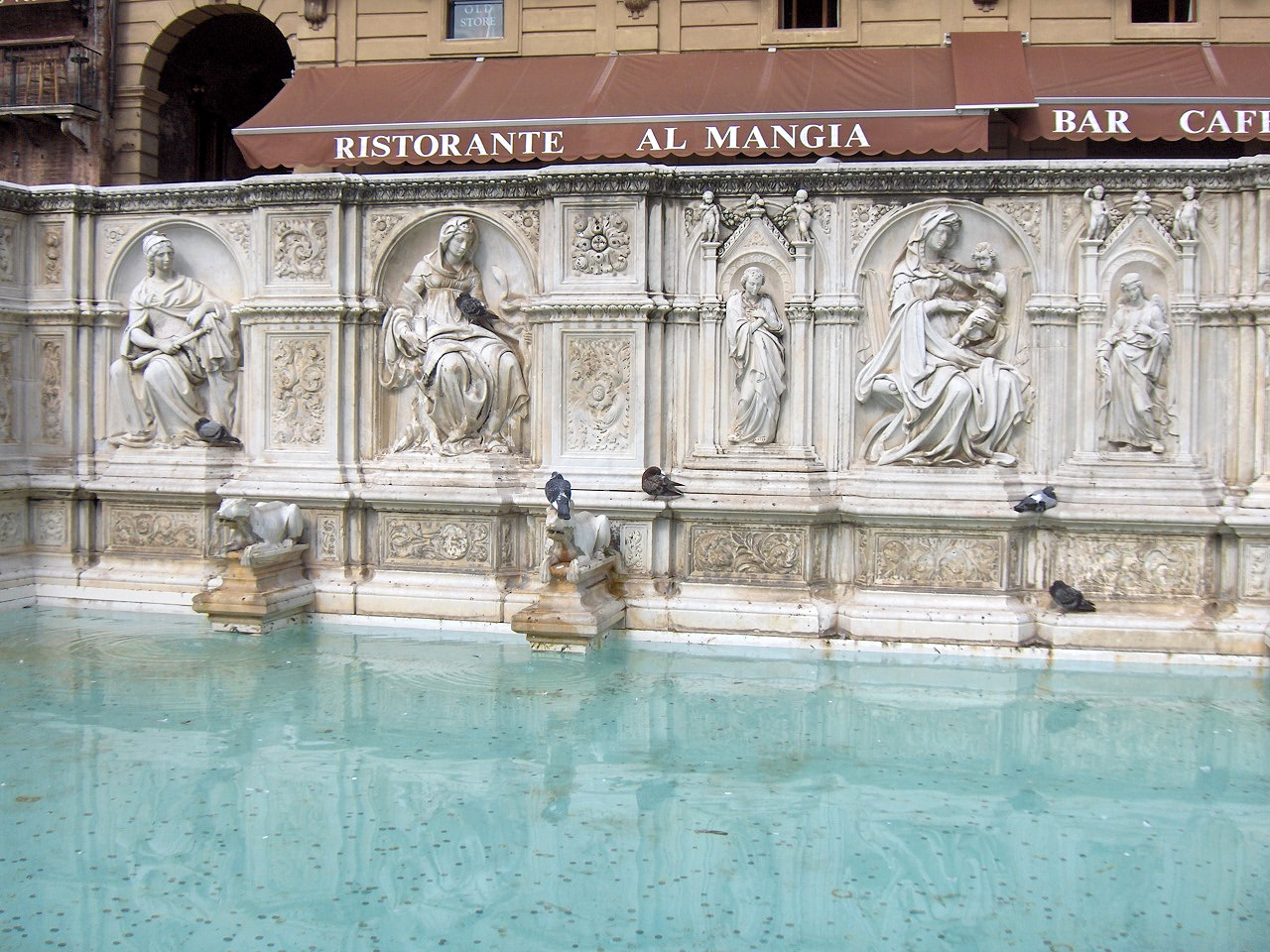
Secció central de la Fonte Gaia
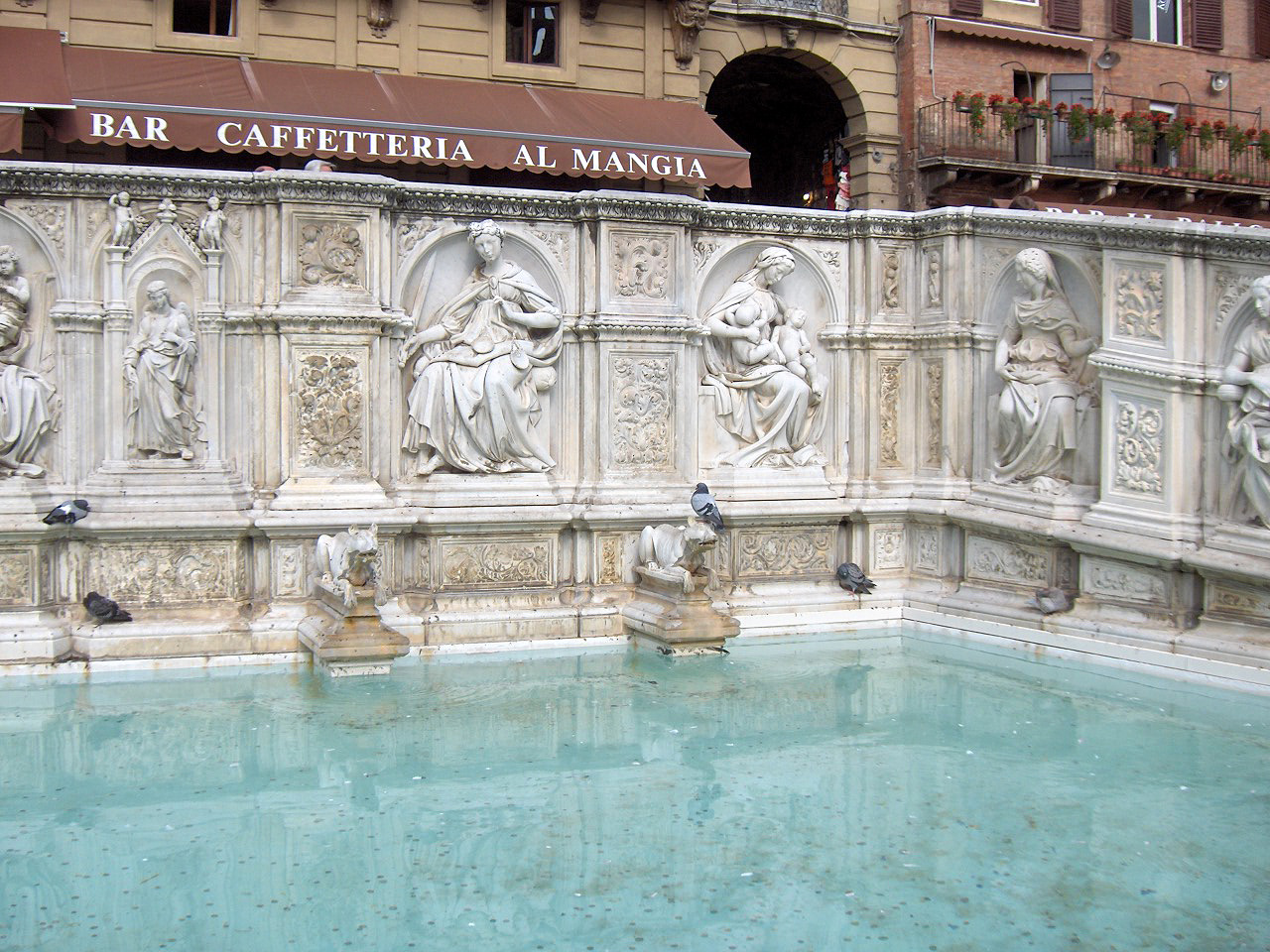
Costat dret de la Fonte Gaia

Les primeres obres conservades de Della Quercia (tot i que l'atribució s'ha posat de vegades en dubte) es troben a la catedral de Lucca: Crist dels Dolors (Altar del Sacrament) i un relleu a la tomba de San Aniello. L'any 1401 va participar en un concurs per a fer les portes de bronze del baptisteri de la catedral de Florència, però va perdre davant Ghiberti. Les portes fracassades de Della Quercia s'han perdut.
L'any 1403 va fer una escultura en marbre de la Mare de Déu i l'Infant per a la catedral de Ferrara. Altra (possible) obra d'aquest període és l'estatueta de Sant Maurelius (ambdues s'exposen avui dia al museu de la catedral de Ferrara).
Retornat a Lucca l'any 1406, va rebre l'encàrrec de l'alcalde de la ciutat, Paolo Guinigi, de comemçar l'obra de la tomba de la seua segona muller, Ilaria del Carretto a la catedral de Lucca. La ricament abillada dona està tombada pit per amunt sobre del sarcòfag, delicadament retratada en estil gòtic, amb el seu gos, símbol de la fidelitat conjugal, als peus. Però l'ús de diversos putti nus als costats de la tomba mostra clarament la influència dels sarcòfags romans del cementeri de Pisa. Es tracta d'un incipient anunci del Renaixement.
El 1406 va rebre la comanda de fer una nova font a la Piazza del Campo de Siena. Havia de reemplaçar l'original, que tenia una estàtua de Venus. Aquesta figura pagana va ser blasmada com una de les causes de la pesta negra, i per això l'estàtua va ser destruïda i colgada fora de les muralles de la ciutat per conjurar les seues «influències diabòliques». Aquesta prestigiosa comanda mostra que per aquesta època ja era considerat com l'escultor més destacat de Siena. La font rectangular, feta de marbre blanc, va ser dedicada a la Mare de Déu, adornada en tres dels seus costats per moltes estàtues i múltiples surtidors. Atès que per l'època va acceptar també altres comandes simultàniament, l'obra va avançar lentament. La va començar l'any 1414 i no va acabar-la fins al 1419. Va tallar els panells en el taller d'escultura annex a la catedral. Aquest taller és avui dia el Museu de la Catedral. Va ser anomenada Fonte Gaia, per l'alegria que va provocar i les festes que es van celebrar quan va ser posada en funcionament. Actualment és un monument molt visitat pels turistes. Les estàtues originals van ser reemplaçades per còpies fetes per Tito Sarrocchi l'any 1858, i actualment es conserven a la loggia del Palazzo Pubblico.

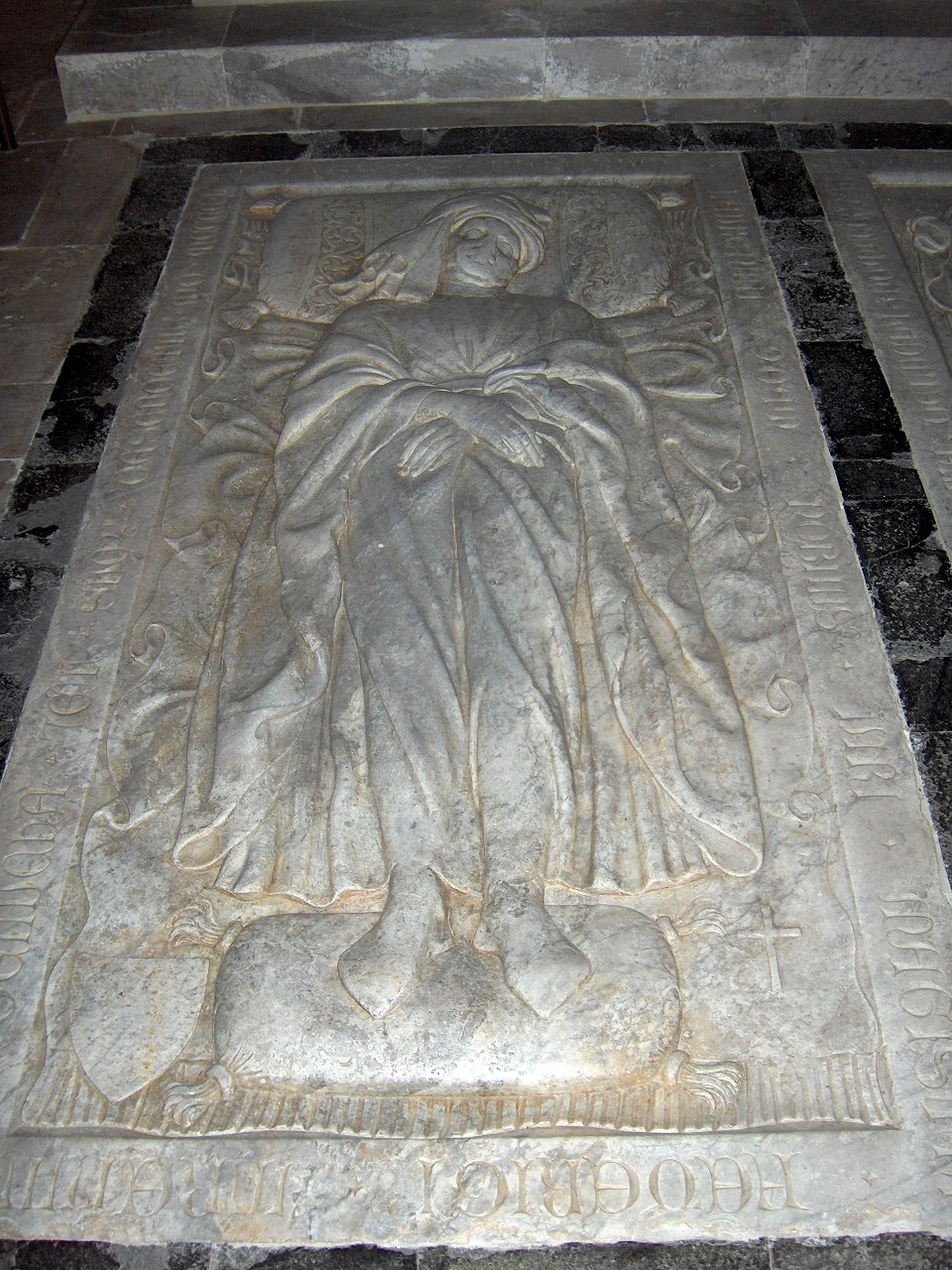
Efígie de la tomba de Lorenzo Trenta.

L'any 1412 va ser contractat pel ric mercader Lorenzo Trenta per fer la capella Trenta a la basílica de San Frediano a Lucca. El 1413 va ser acusat, junt amb el seu ajudant Giovanni da Imola, de greus crims (robatori, segrest i sodomia). Va fugir a Siena (i va començar a treballar en la Fonte Gaia), però el seu ajudant va ser empresonat durant tres anys. No va tornar a Lucca fins al març de 1416, portant una carta de bona conducta. Va continuar l'elaboració de la capella Trenta fent l'altar de marbre i diverses estàtues de sants, col·locades en nínxols. Part del treball va ser fet pel seu ajudant. També va esculpir les lloses de les tombes de Lorenzo Trenta i la seua muller, Isabetta Onesti, situades al paviment de davant de l'altar.
Quan el 1416 Lorenzo Ghiberti va ser contractat per dissenyar una base hexagonal amb panells de bronze per al Baptisteri de Siena, lluites polítiques van involucrar Jacopo della Quercia (que ja havia estat competidor de Ghiberti per les portes de bronze de Florència) en el projecte. Només va fer un dels relleus de bronze: L'Anunciació de Zacaries, perquè estava treballant alhora en la Fonte Gaia i en la capella Trenta. La seua insistència en aquest projecte el va posar en dificultats legals amb les autoritats. Des que havia estat rebutjat en el concurs de les Portes del Paradís de Florència s'havia mostrat reticent a treballar amb bronze, i en el tabernacle del Baptisteri va insistir a fer-se càrrec només de la part de marbre.
L'any 1421 va tallar una Anunciació en un estil diferent, amb dues estàtues de fusta policromada de la Mare de Déu i Gabriel per a la Col·legiata de San Gimignano (l'acabat policrom va ser degut a altres mestres, com ara Martino di Bartolomeo). La sofisticació d'aquest grup escultòric, similar a la qualitat de les seues estàtues de marbre, mostra que della Quercia era també notable en el tallat de fusta. Això va provocar que diversos autors li atribuïren obres de fusta, però s'ha demostrat que moltes procedien del seu activíssim taller.
En els seus darrers anys va incrementar la seua activitat, treballant en diversos projectes simultàniament. L'any 1427 li va ser encarregada la part superior de la font baptismal del Baptisteri de Siena. Aquesta columna hexagonal, situada en una base enmig de la pica, té cinc profetes col·locats en nínxols. L'estàtua de marbre de sant Joan Baptista, situada al vèrtex de la cúpula que cobreix el tabernacle, també li ha estat atribuïda.

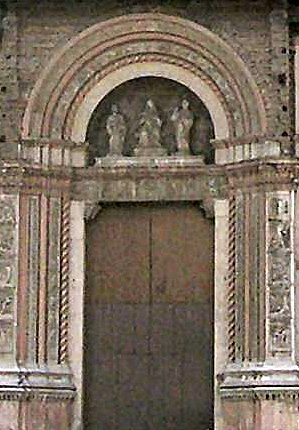
Porta Magna, S. Petronio, Bolonya.

L'any 1425 va acceptar altra important comanda: el disseny de la porta d'arc de mig punt, anomenada Porta Magna, de l'església de sant Petroni de Bolonya. Aquesta obra el mantindria ocupat els tretze darrers anys de la seua vida i és considerada la seua obra mestra. Cada costat de la porta està flanquejat primer per una columneta amb una decoració enrotllada en espiral, després per nou bustos de profetes, i finalment per cinc escenes de l'Antic Testament tallades en baix relleu. En la Creació d'Adam, empra la mateixa disposició de la Fonte Gaia (a Siena), però en ordre contrari. Miquel Àngel, que va visitar Bolonya l'any 1494, va admetre que el seu Gènesi de la capella Sixtina del Vaticà, estava basat en aquests relleus. L'arquitrau situat sobre la porta té cinc relleus amb representacions del Nou Testament. La lluneta conté tres estàtues individuals: Mare de Déu i Infant, Sant Petroni (amb una maqueta de Bolonya en la seua mà dreta) i Sant Ambrosi (esculpit per altre escultor: Domenico Aimo, l'any 1510). Originàriament aquesta tercera estàtua havia de representar el legat papal, el cardenal Alemmano, però aquesta intenció va ser aviat abandonada després que el cardenal fos despatxat de Bolonya. Della Quercia s'hi va recolzar molt en artistes del seu taller bolonyès, com ara Cino di Bartolo.
Mentre treballava en la Porta Magna, els senesos li van encarregar l'any 1434 la Loggia di San Paolo, pròxima a la Piazza del Campo. Va ser incapaç d'acabar aquesta comanda. A la seua mort només havia fet els capitells i sis nínxols.
Al final de la seua vida va ser objecte de molts honors per part dels senesos: el 1435 va ser nomenat cavaller i li va ser concedida una important posició d'Operaio de la catedral.
En els seus últims anys va treballar també en la decoració de la capella de sant Sebastià (destruïda l'any 1645) per al cardenal Casini a la catedral de Siena, però, llevat d'un relleu del cardenal, la major part del treball va ser executat pel seu taller de Siena. Aquest relleu del Cardenal Antonio Casini presentat a la Mare de Déu per sant Antoni Abat es mostra actualment a la Sala d'Estàtues del Museu de la Catedral.
Jacopo della Quercia va morir a Siena el 20 d'octubre de 1438. Va ser enterrat a l'església de Sant Agustí de Siena.
Va gaudir de gran reputació entre els seus contemporanis, com ara Lorenzo Ghiberti, Antonio Filarete i Giovanni Santi. Giorgio Vasari inclogué la seua biografia en les seues Vides d'Artistes.

## Obres principals
- Talla de fusta eqüestre per al funeral d'Azzo Ubaldini (1400 ?)
- (?) Madonna a l'extrem superior de l'altar Piccolomini de la catedral de Siena (1397-1400)
- Mare de Déu i Infant (Silvestri Madonna) (1403) -Marbre, alçada 210 cm, Catedral de Ferrara
- St. Maurelius)c. 1403) -Catedral de Ferrara.
- Tomba d'Ilaria del Carretto (c. 1406) -Catedral de Lucca
- Fonte Gaia (1408-1419) -Siena
- Virtut (1409-19) -Marbre, alçada 135 cm, Palazzo Pubblico, Siena
- Esperança (1409-19) -Marbre, Palazzo Pubblico, Siena
- Acca Laurentia (1414-19) -Marbre, alçada 162 cm, Palazzo Pubblico, Siena
- Rhea Silvia (1414-19) -Marbre, alçada 160 cm, Palazzo Pubblico, Siena
- Anunciació, Mare de Déu i Gabriel -Col·legiata de San Gimignano
- políptic de l'altar de la família Trenta (1422) -Basílica de San Frediano, Lucca
- Porta Magna (1425) -Basílica de Sant Petroni, Bolonya
- Font, panell i estatueta de Joan Baptista (1427) -Baptisteri de la Catedral de Siena.